# Hans Pfundheller
Hans Pfundheller (* 3. Juli 1869 in Stettin; † 1940) war ein deutscher Konteradmiral der Kaiserlichen Marine.

## Leben
Hans Pfundheller war ein Sohn eines Stralsunder Pastors und schloss zu Ostern 1888 sein Abitur am Gymnasium in Stralsund ab. Am 13. April 1888 trat er als Seekadett in die Kaiserliche Marine ein. 1905 war er als Lehrer an der Marineschule. Von Juni 1910, anfangs als Korvettenkapitän, bis April 1912 war er Kommandant der Danzig. Am 12. März 1912 wurde er Kapitän zur See. Später war er bis September 1914 Leiter der Probefahrten neuer Schiffe und dann bis November 1914 Kommandant des Hilfskreuzers Berlin. Wegen Brennstoffmangels musste die Berlin am 17. November 1914 Trondheim im neutralen Norwegen, anlaufen. Hier war er bis Juni 1915 interniert und floh aus der Internierung. Wieder in Deutschland, war er bis zu seiner Verabschiedung Dezernent im Werftdepartement im Reichsmarineamt.
Am 27. März 1919 wurde er aus der Marine verabschiedet und erhielt am 30. August 1919 den Charakter als Konteradmiral verliehen.